# Quận Edwards, Kansas
Quận Edwards là một quận thuộc tiểu bang Kansas, Hoa Kỳ.
Quận này được đặt tên theo. Theo điều tra dân số của Cục điều tra dân số Hoa Kỳ năm 2010, quận có dân số 3,037 người. Quận lỵ đóng ở.